# Одайба
Одайба (яп. お台場) — крупный искусственный остров в Токийском заливе, соединённый Радужным мостом с центром Токио.

## История
История острова начинается в XIX веке, когда в Токийском заливе была отсыпана цепь укреплённых квадратных по форме островов, на которых военное руководство Японии разместило артиллерийские батареи. По первоначальному плану военного правительства Токугавы Иэясу предполагалось подготовить 11 островов, однако закончены были лишь пять, к настоящему времени сохранились два из них. О военных укреплениях свидетельствуют несколько лафетов артиллерийских орудий и остатки сооружений.
В 1960—1970 годы в соответствии с проектом мэрии Токио все батареи, кроме двух, были удалены, чтобы суда могли беспрепятственно проходить в порт, или включены в состав портовых сооружений Синагавы и острова Тэннодзу. В 1979 году мусорная свалка № 13 (сейчас это кварталы Дайба, Хигаси-Ясио спецрайона Минато и квартал Аоми спецрайона Кото) была непосредственно соединена со старой Батареей № 3. Батарею № 6 оставили в нетронутом виде. Первыми невоенными постройками на искусственном острове стали здания складов и портовых сооружений.
В начале 1990-х годов губернатор Токио Сюнъити Судзуки приступил к реализации перспективного плана по развитию Одайбы в качестве нового жилого района, в котором предусматривалась новая коммерческая и жилая застройки с общей численностью населения 100 тыс. человек. Реконструкцию планировалось завершить весной 1996 года, однако преемник Судзуки — Юкио Аосима — в 1995 году свернул этот план, на который к тому времени уже было потрачено свыше 1 трлн иен. В результате проведённого анализа было принято решение о бесперспективности и экономической нецелесообразности дальнейшего строительства.
Уже подготовленные отсыпные территории и сооружения были за бесценок распроданы либо сданы в аренду крупнейшим частным корпорациям. К настоящему времени территория острова стала одним из самых привлекательных мест в Токио для жилищного и офисного строительства, стоимость земли повышается из года в год. Частные корпорации, вовремя приобретшие активы, сейчас со значительной прибылью сдают землю и построенные здания в аренду и субаренду.
В конце 1990-х годов район становится одним из излюбленных среди токийцев мест отдыха и туризма, появились первые отели и торговые центры. Затем несколько крупных компаний, в том числе Fuji Television, перенесли на Одайбу свои штаб-квартиры, а в 2002 году открылась железнодорожная линия Ринкай. Четыре года спустя поезд Юрикамомэ стал ходить до станции метро Тоёсу.

## Административное деление
«Дайба» (яп. 台場) формально относится только к одному району острова, входящему в состав столичного специального района Минато. Название же «Одайба» обычно используется для идентификации всей совокупности отсыпных территорий, включающей в себя кварталы Ариакэ и Аоми спецрайона Кото и район Хигаси-Ясио округа Синагава.

## Интересные факты
В аниме «Токийское восьмибалльное» Одайба является местом, где главные герои сериала переживают землетрясение.